# Abrazo del Estrecho

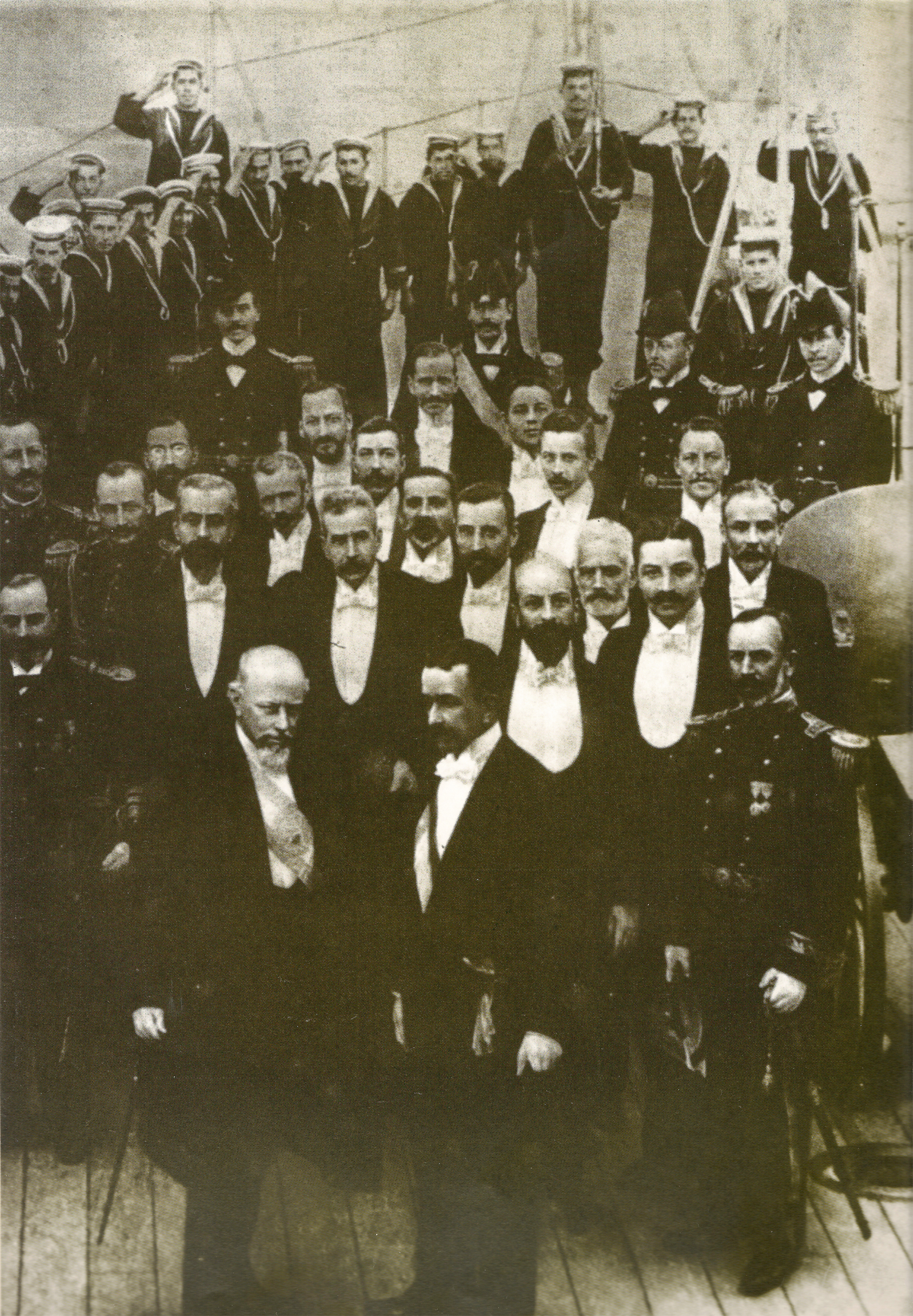
Le président argentin Julio A. Roca et le président chilien Federico Errázuriz Echaurren réunis sur le détroit de Magellan en 1899.

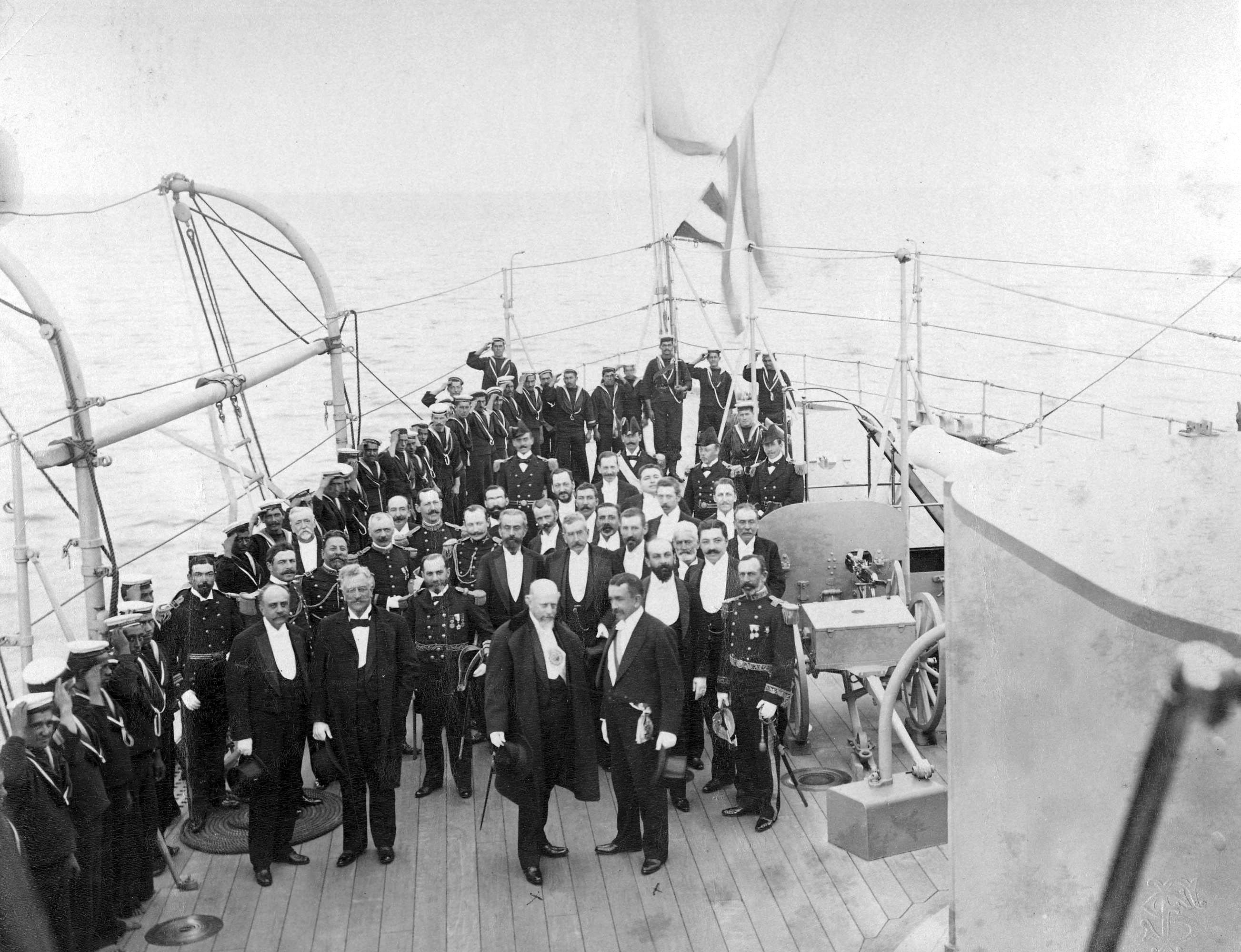
Image rencontre.

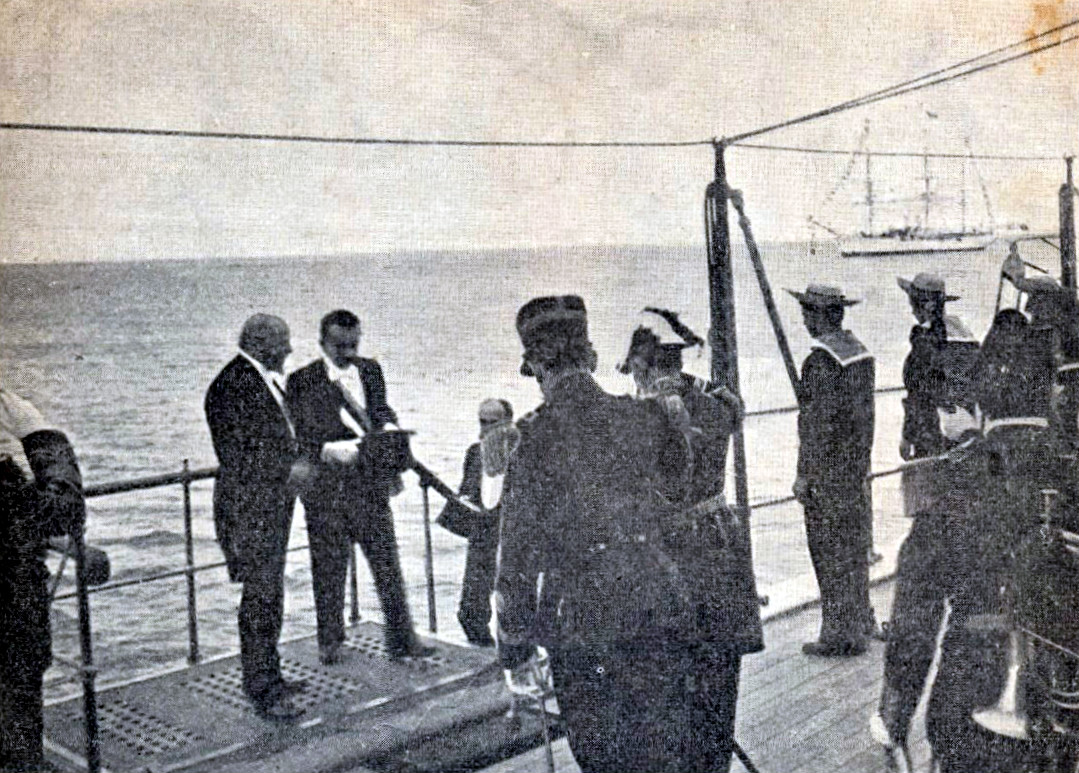
Visite du président Errázuriz à bord du cuirassé General Belgrano.

L’Abrazo del Estrecho (littéralement « embrassade du détroit » ou « accolade du détroit ») est le nom donné à la rencontre entre le président de la nation argentine Julio Argentino Roca et le président du Chili Federico Errázuriz Echaurren, qui a lieu le 15 février 1899 à Punta Arenas, au sud du Chili

## Histoire
À la suite de la campagne du désert, la Patagonie prend une importance nouvelle pour l'État argentin et augmente l’intérêt d’une meilleure démarcation des frontières, et notamment celles correspondant au détroit de Magellan, au cap Horn et aux canaux fuégiens. La question des frontières engendre des crises successives qui sont partiellement résolues par le Traité de 1881, le Protocole additionnel de 1893 et le Protocole de 1896, dans lesquels les parties acceptent l’arbitrage de la Grande-Bretagne. Malgré ces accords, il règne en 1898 un climat de tension entre les deux pays et le risque que ces tensions ne débouchent sur un conflit militaire à propos des territoires de la Puna de Atacama.
Lors de son second mandant, le président de la nation argentine d’alors, Julio Argentino Roca, organise une rencontre avec le président du Chili, Federico Errázuriz Echaurren, avec pour objectif d’établir un dialogue conciliatoire. Le 20 janvier 1899, Roca entreprend un voyage à bord du cuirassé ARA General Belgrano en direction de Punta Arenas, accompagné de Martín Rivadavia, ministre de Marine et commandant du navire, et des députés Bartolomé de Vedia, Julián Martínez, Eleázar Garzón et Benito Carrasco. Ils sont accompagnés du croiseur léger ARA Patria à bord duquel se trouvaient les correspondants de presse ; par la suite deux navires se joignent à la petite escadre, la frégate ARA Presidente Sarmiento - bateau-école qui réalisait son voyage inaugural - et le navire de transport ARA Chaco à bord duquel voyageait le Ministre des Affaires étrangères Amancio Alcorta. Le 15 février, elle parvient au port de Punta Arenas où se trouvait le président Errázuriz à bord de navires de la Marine chilienne, il envoie une délégation saluer Roca et lui proposer de venir le rencontrer. Sans attendre, Roca prend les devant et embarque à bord de la felouque de gala en compagnie de ses ministres,. À bord de l’O'higgins, l'orchestre chilien exécute l'hymne national argentin puis l'hymne national du Chili. Après les présentations, le premier dialogue débute entre les mandataires - celui-ci allait se poursuivre les jours suivants.
La réunion la plus importante a lieu le lendemain, 16 février, à bord de l’O'Higgins.
Errázuriz déclare:
« La paz, siempre benéfica, es fecunda entre naciones vecinas y hermanas, armoniza sus intereses materiales y políticos, estimula su progreso, da vigor a sus esfuerzos, hace más íntimos sus vínculos sociales y contribuye a la solución amistosa de sus dificultades y conflictos. La paz es un don de la Divina Providencia. »
Roca lui répond :
« La paz, como medio y como fin de civilización y engrandecimiento es, en verdad, un don de la Divina Providencia, pero es también un supremo deber moral y práctico para las naciones que tenemos el deber de gobernar. Pienso, pues, como el señor presidente de Chile y confundo mis sentimientos y mis deseos con los suyos, como se confunden en estos momentos las notas de nuestros himnos, las salvas de nuestros cañones y las aspiraciones de nuestras almas. »
Cet épisode n'a pas de conséquence immédiate sur l'ordre géopolitique et stratégique de la région. Mais la rencontre a un grand impact diplomatique et manifeste de la volonté conciliatrice exprimée par les deux pays qui a abouti à la signature en 1902 de traités connus sous le nom « Pactos de Mayo ».

## Réédition en 1999
Le 16 février 1999, le président argentin Carlos Menem et le président chilien Eduardo Frei se réunissent à bord du navire amiral Blanco Encalada à Punta Arenas, pour célébrer le centenaire de la rencontre et pour consolider les relations entre les deux pays. Les présidents signent une déclaration réaffirmant l'engagement de mettre en place un système d'approbation pour le calcul des dépenses militaires afin de mettre fin aux différends frontaliers entre les deux pays. Ils inaugurent également un monument à la mémoire du cardinal Antonio Samorè, grâce à qui les négociations menées pendant la médiation papale dans le conflit frontalier de 1978 (connu sous le nom de conflit du Beagle) ont abouti à la signature du Traité de Paix et d'Amitié entre l'Argentine et le Chili de 1984,,.